# هارييت تريزا كومستوك
هارييت تريزا كومستوك (بالإنجليزية: Harriet Theresa Comstock)‏ (1860، نيكولاس في الولايات المتحدة - 1925)؛ كاتِبة مُتخصِّصة في أدب الأطفال وروائية أمريكية.